# Tiểu quốc Adham
Adham hay Dham, hoặc Atham, là một nhóm địa phương của người Êđê. Người Adham cư trú ở phía tây bắc Đắk Lắk, chủ yếu ở vùng Buôn Hồ, Cư M'gar, Krông Búk và Ea H'leo. Đây là nhóm địa phương đông dân nhất của người Êđê. Khoảng giữa thế kỷ 18 vào đầu thế kỷ 19, người Êđê Adham đã từng di cư ồ ạt xuống phía tây nam của Đắk Lắk và dừng lại cộng cư với người Êđê Kpă ở vùng Buôn Ma Thuột ngày nay để tránh những cuộc tấn công từ các Vua Lửa - Vua Nước của tiểu quốc J'rai.
Nhờ con đường buôn bán với người Lào, Xiêm, Khmer tại các cửa sông Bản Đôn ngày nay, thế kỷ 18- 19 được coi thời kỳ phát triển mạnh của Êđê Adham với sự cai quản của nữ thủ lĩnh Yă Wam, được người Êđê gọi Mtao Yă (Vua Bà). Yawam cai trị một khu vực rộng lớn từ Krông Năng, Buôn Hồ, Ea Súp, Cư M'gar, Buôn Đôn. Do vậy, bà được người Lào, người Xiêm kính nể và so sánh ngang với các vị tiểu vương của tiểu quốc J'rai.
Cho đến đầu thế kỉ 20, người Adham là nhóm hùng mạnh và thịnh vượng nhất so với các nhóm Êđê. Địa bàn sinh sống của người Adham được mô tả trong Rừng người Thượng của Hentri Maître như sau: "Nam phần Darlac cho tới lưu vực sông Ya Liau; phía Đông Bắc, họ vượt qua sông Kr. Bouk và lan tới tận thượng lưu sông Nang".
Việc bà Yawam cắt đất Buôn Đôn cho Y-Thu Knul để định cư cho một số dân người gốc Lào, Thái Lan lập ra Buôn Đôn, chấm dứt cuộc nam tiến của người Lào theo dọc các nhánh sống Mekong, cùng với câu chuyện tình ái giữa nữ thủ lĩnh danh tiếng và thủ lĩnh săn voi tài giỏi này, là nguyên nhân để tiểu vương quốc Adham suy tàn sau khi người Pháp đặt chân đến Buôn Đôn. Lúc này thế lực Êđê Kpă vùng Buôn Ma Thuột bắt đầu lớn mạnh nhờ dựa vào thế lực người Pháp thay thế hẳn vai trò của người Êđê Adham. Cùng khoảng thời kỳ này năm 1904 cùng với xóa sổ Tiểu quốc J'rai thì thực dân Pháp cũng xóa sổ luôn Tiểu quốc Adham của người Ê đê. Thay thế vào đó hệ thống chính quyền kiểu thuộc địa hoàn toàn là do người Pháp nắm giữ. 